# Repiszcze Nowe
Repiszcze Nowe – dawny zaścianek. Tereny na których był położony, leżą obecnie na Białorusi, w obwodzie witebskim, w rejonie dokszyckim, w sielsowiecie Królewszczyzna.

## Historia
W czasach zaborów w granicach Imperium Rosyjskiego.
W dwudziestoleciu międzywojennym zaścianek leżał w Polsce, w województwie wileńskim, w powiecie dziśnieńskim, do 11 kwietnia 1929 w gminie Dokszyce, następnie w gminie Porpliszcze.
W 1931 w 2 domach zamieszkiwało 20 osób.
Miejscowość należała do parafii rzymskokatolickiej w Hołubiczach. Podlegała pod Sąd Grodzki w Dokszycach i Okręgowy w Wilnie; właściwy urząd pocztowy mieścił się w Hołubiczach.